# 藤崎可賛
藤崎 可賛（ふじさき よしすけ、1854年（安政元年9月） - 1906年（明治39年）12月1日）は、日本の政治家、衆議院議員（1期）。

## 経歴
対馬国下県郡(のち長崎県下県郡、現・対馬市)生まれ。対馬藩校で学ぶ。小学校教員を経て、雞知村(のち雞知町→美津島町、現・対馬市)長、厳原町(現・対馬市)長となる。また、士族授産所を開き、所長となった。
1894年3月の第3回衆議院議員総選挙において長崎6区から国民協会から立候補して1票差で当選した。同年9月の第4回衆議院議員総選挙では国民協会から立候補し34票を獲得、対立候補の島村成達と同数だったが、島村が年長者のため当選者となり、藤崎は落選した。衆議院議員を1期務め、1898年3月の第5回衆議院議員総選挙は不出馬。1906年に死去した。